# Nornett stadion
Het Nornett stadion (voormalige naam: Bossekop) is een ijsbaan in Alta in de provincie Finnmark in het noorden van Noorwegen. De natuurijsbaan is geopend in 1961 en ligt op 37 meter boven zeeniveau. De ijsbaan ligt voorbij de poolcirkel en is de meest noordelijk gelegen ijsbaan van Noorwegen. De belangrijkste wedstrijden die er ooit zijn gehouden zijn de Noorse allround kampioenschappen van 1974 voor mannen en in 1999 voor zowel mannen als vrouwen.
In de jaren 1965 tot 1970 maakt de ijsbaan van Alta deel uit van de beroemde en beruchte “skøytekarussel”, een schaatstournee langs afgelegen ijsbanen rond of zelfs ver boven de poolcirkel, waar flink wat prijzengeld mee te verdienen viel.

## Schaatsinterland Noorwegen - Nederland
Op 21 februari 2015 is in Alta een schaatsinterland Noorwegen - Nederland gehouden op initiatief van Bart Veldkamp. De schaatsinterland stond in het teken van een geldinzameling voor de plaatselijke ijsclub voor een ijsmachine en nieuwe verlichting. Bovendien was het doel om de jeugd te enthousiasmeren voor de schaatssport. Voor Nederland namen Mark Tuitert, Ard Schenk, Jan Bols, Bart Veldkamp, Ben van der Burg en Yep Kramer deel. Voor Noorwegen namen deel Ådne Søndrål, Magne Thomassen, Kjell Storelid, Jarle Pedersen, Frode Bartholdsen en Roar Grönvold. De wedstrijd bestond uit een 500 meter, 1500 meter en een ploegenachtervolging. De interland eindigde uiteindelijk in een gelijkspel (5-5).

## Nationale kampioenschappen
- 1974 - NK allround mannen
- 1999 - NK allround mannen/vrouwen

Niet-erkende ijsbanen